# 阿班凯

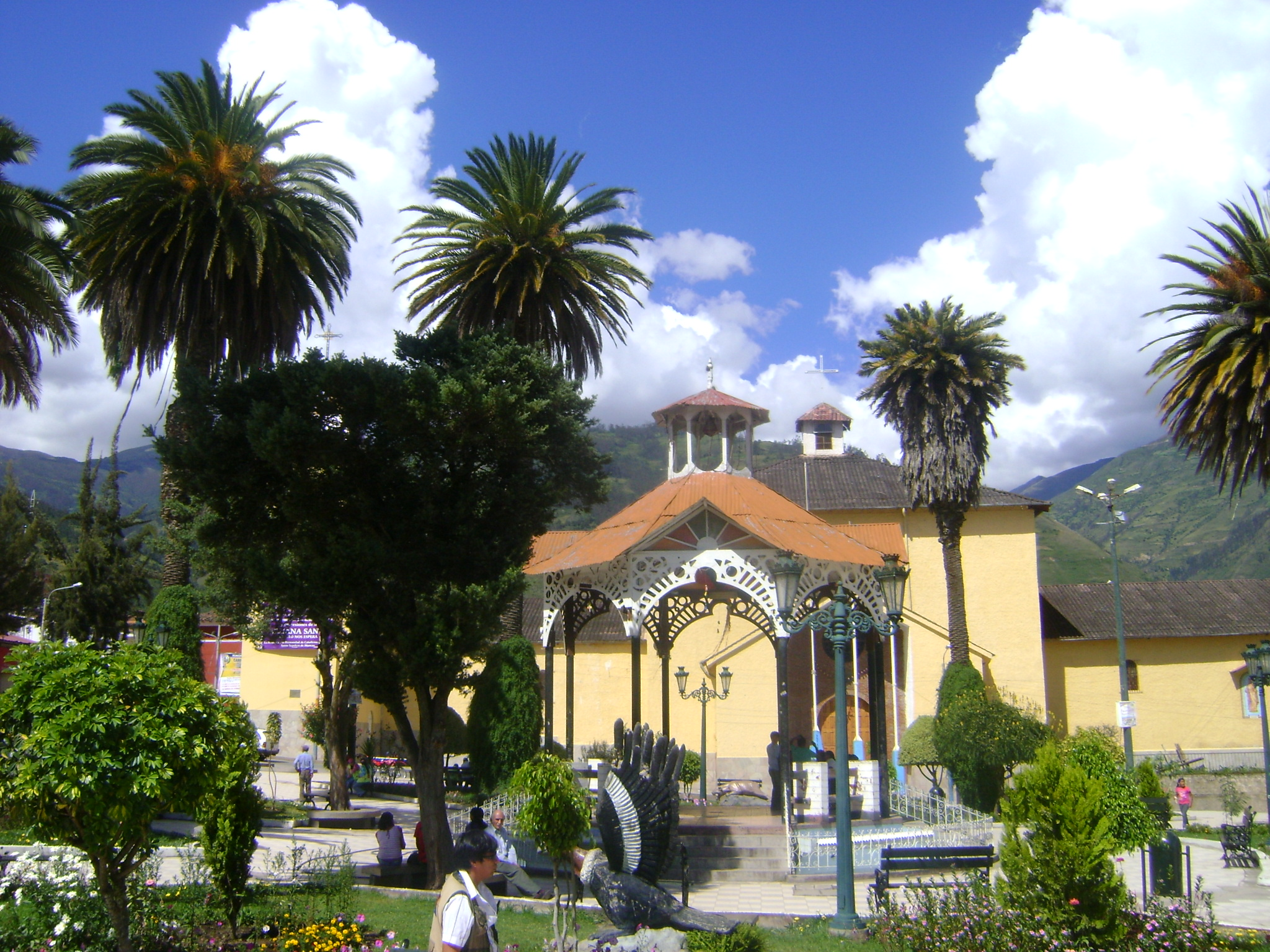
Abancay

阿班凯是位于秘鲁中南部安第斯山脉中央海拔约2,300米的一座城市，也是阿普里马克大区的首府，人口44,571（1999年）。